# Elizabeth Landau
Elizabeth Rosa Landau es una escritora y comunicadora científica estadounidense, que trabaja como responsable de comunicación del Laboratorio de Propulsión a Reacción de la NASA.

## Trayectoria
Landau creció en Bryn Mawr, Pennsylvania, donde tuvo la oportunidad de conocer la serie de televisión Cosmos de Carl Sagan. En 2006, se licenció en antropología por la Universidad de Princeton con magna cum laude. En su etapa de estudiante, realizó programas de estudios en el extranjero, en la Universidad de Sevilla y en la Universidad de León. A su regreso, se convirtió en becaria de producción en la CNN en Español en la ciudad de Nueva York. Obtuvo un Master en periodismo en la Universidad de Columbia y se especializó  en política.
Landau comenzó a escribir y producir para CNN en 2008. En esta cadena fue cofundadora del blog de ciencia Light Years donde cubrió una variedad de temas incluyendo Día de π. En 2012, Landau entrevistó a Scott Maxwell sobre la astronave de la misión Curiosity, en lo que fue su primera visita al Laboratorio de Propulsión a Reacción de la NASA. En 2014, se convirtió en especialista de medios de este laboratorio donde dirigió la estrategia de comunicación para la Dawn (sonda espacial), Voyager, Spitzer, NuSTAR, WISE, Planck y Hershel. y fue ella quien compartió el anuncio del descubrimiento TRAPPIST-1 con el mundo.
En enero de 2018, fue nombrada responsable de comunicación del Laboratorio de Propulsión a Reacción.
Landau ha escrito para CNN, Marie Claire, New Scientist, Nautilus, Scientific American, Vice y The Wall Street Journal.